# El Higo (Veracruz)
El Higo es una población ubicada en la Huasteca Alta del estado mexicano de Veracruz. Es cabecera del municipio del mismo nombre.

## Contexto
A principios del siglo XX llegó el ingenio azucarero al pueblo de El Higo. Al lugar se le llamó Hacienda El Higo debido a que la mayor parte de las tierras pertenecían al ingenio azucarero. Los comerciantes y empresarios que en el siglo XX recorrieron los márgenes de los ríos Panuco y Moctezuma deciden asentarse en un sitio cubierto por una higuera. Así nació El Higo.

### Extensión
Tiene una superficie de 356.94 km², cifra que representa un 0.48% total del Estado.

## Historia
Los primeros habitantes de la región Huasteca, fueron los cuextecas o huaxtecos y los nahoas le dieron su nombre en su venida con el sacerdote Quetzalcoatl, en el año 931 y es muy probable, que el sitio que ocupa actualmente la comunidad del pueblito, haya sido poblado después de la venida de Quetzalcoatl, porque aquel sacerdote dio el nombre de Panuco al río que nace en el valle de México con el nombre de Cuahutitlan o Moctezuma y en las confluencias del calabozo o tempoal, en el punto llamado la carolina, toma el nombre de Panuco hasta desembocar en la barra de Tampico en el estado de Tamaulipas.
La fundación de la cabecera municipal de El Higo, tiene sus orígenes en la fundación de la comunidad del pueblito, que desde el año de 1550 junto con la comunidad de Tantojón, eran conocidos porque sus campos de cultivo se encontraban llenos de fragmentos de cerámica clásica huaxteca y abundaban los ídolos del preclásico, muestra de la influencia huxteca y totonaca en esta región.